# Umeå Idrottsklubb (calcio femminile)
L'Umeå Idrottsklubb, noto come Umeå IK, è la principale squadra di calcio femminile della città di Umeå, in Svezia, dove fu fondata nel 1917. Gioca le proprie gare casalinghe allo stadio T3 Arena di Umeå. I suoi colori sociali sono il nero e il giallo. La società è affiliata alla Västerbottens Fotbollförbund, un'associazione calcistica che gestisce il calcio nella contea di Västerbotten. Il club ha anche ricevuto l'epiteto di club dei giovani (ungdomens klubb) per l'impegno profuso nelle serie giovanili sia femminili sia maschili. Ha vinto sette volte il massimo campionato svedese (2000, 2001, 2002, 2005, 2006, 2007 e 2008) e due volte la UEFA Women's Cup nel 2003 e nel 2004. Milita in Elitettan, la seconda serie del campionato svedese.

## Storia
L'Umeå IK fu fondato nel 1917 come società polisportiva della città di Umeå. La sezione calcistica fu avviata nel 1923, ma solamente nel 1985 fu avviata la sezione calcistica femminile. Dopo una prima partecipazione nel 1996, a partire dal 1998 l'Umeå IK partecipa alla Damallsvenskan, la massima serie del campionato svedese femminile di calcio. Nel 2000 conquista il primo di tre campionati vinti consecutivamente (2000, 2001 e 2002). Dopo esser stata sconfitta dal 1. FFC Francoforte nella finale della UEFA Women's Cup 2001-2002, l'Umeå IK ha vinto per sue stagioni consecutive la UEFA Women's Cup. Nella UEFA Women's Cup 2002-2003 ha sconfitto in finale le danesi del Fortuna Hjørring, vincendo per 4-1 la gara di andata in casa e per 3-0 la gara di ritorno in trasferta. Nella UEFA Women's Cup 2003-2004 ha sconfitto in finale le tedesche del 1. FFC Francoforte, vincendo per 3-0 la gara di andata in casa e per 5-0 la gara di ritorno in trasferta. Per due stagioni consecutive l'Umeå IK è riuscita ad arrivare nuovamente in finale della UEFA Women's Cup, senza però riuscire a riconquistare il trofeo, venendo sconfitta dalle inglesi dell'Arsenal nell'edizione 2006-2007 e nuovamente dal 1. FFC Francoforte nell'edizione 2007-2008 Il principale artefice di questa serie di successi è stato l'allenatore Roland Arnqvist, che ha allenato la squadra sin dagli anni Ottanta, portando l'Umeå IK ai vertici del calcio europeo. Nel 2011 la sezione calcistica si è staccata dalla polisportiva creando un'associazione indipendente Umeå IK Fotbollförening, o Umeå IK FF. Al termine della stagione 2016 dopo diciannove stagioni consecutive in Damallsvenskan è retrocesso in Elitettan. Dopo tre stagioni nel campionato cadetto riesce ad ottenere la promozione al termine della stagione 2019.

## Calciatrici

### Calciatrici rappresentative

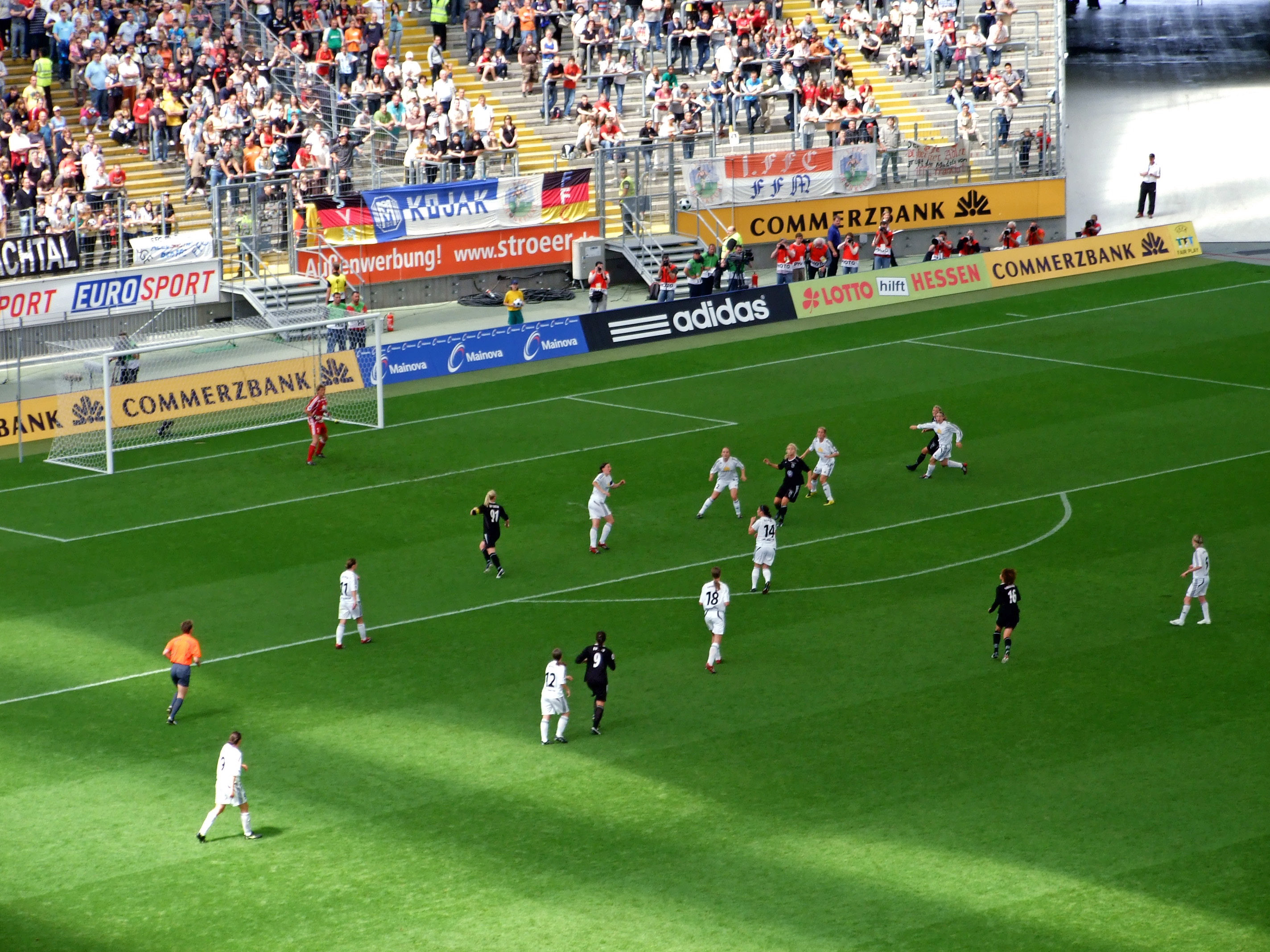
Finale di ritorno della UEFA Women's Cup 2007-2008 disputata tra le tedesche del e l'Umeå alla Commerzbank-Arena.

Il seguente elenco parziale include calciatrici che hanno in passato vestito la maglia dell'Umeå IK e vantano convocazioni nella nazionale maggiore del loro paese:
- Hanna Ljungberg (1998-2009)
- Anna Sjöström (1999-2006)
- Malin Moström (1995-2006)
- Maria Nordbrandt (2001-2005)
- Tina Nordlund (1996-2002)
- Johanna Andersson (2005-2006)
- Hanna Marklund (2000-2004)
- Elaine (2005-2009)
- Marta (2004-2008)
- Ma Xiaoxu (2007)
- Tuija Hyyrynen (2011-2015)
- Laura Kalmari (2002-2004)
- Anne Mäkinen (2005-2006)
- Sanna Valkonen (2004-2006)
- Mami Yamaguchi (2008-2009)
- Rita Chikwelu (2010-2016)
- Ogonna Chukwudi (2011-2013)
- Ebere Orji (2017, 2019)
- Lisa Klaveness (2006-2007)
- Ramona Bachmann (2007-2009, 2011)

## Palmarès

### Trofai nazionali
- Campionato svedese: 7

2000, 2001, 2002, 2005, 2006, 2007, 2008
- Campionato svedese di seconda divisione: 3

1995, 1997, 2019
- Coppa di Svezia: 4

2001, 2002, 2003, 2007
- Supercoppa svedese: 2

2007, 2008

### Trofei internazionali
- UEFA Women's Cup: 2

2002-2003, 2003-2004

#### Altri piazzamenti
- Campionato svedese:

Secondo posto: 2009
Terzo posto: 2011
- Supercoppa svedese:

Finalista: 2009, 2010
- UEFA Women's Cup

Finalista: 2001-2002, 2006-2007, 2007-2008
Semifinalista: 2008-2009, 2009-2010

## Organico

### Rosa 2022
Rosa, ruoli e numeri di maglia come da sito ufficiale, aggiornati al 14 aprile 2022.
| N. |                      | Ruolo | Calciatrice     |
| -- | -------------------- | ----- | --------------- |
| 1  | Svezia (bandiera)    | P     | Agnes Granberg  |
| 2  | Finlandia (bandiera) | D     | Emma Santamäki  |
| 3  | Svezia (bandiera)    | D     | Blossom Davis   |
| 4  | Svezia (bandiera)    | D     | Tilde Johansson |
| 5  | Svezia (bandiera)    | D     | Wilma Carlsson  |
| 6  | Messico (bandiera)   | C     | Briana Campos   |
| 7  | Svezia (bandiera)    | C     | Lisa Dahlkvist  |
| 8  | Svezia (bandiera)    | C     | Alice Lindgren  |
| 9  | Svezia (bandiera)    | C     | Sarah Mellouk   |
| 10 | Svezia (bandiera)    | A     | Tuva Skoog      |
| 11 | Svezia (bandiera)    | A     | Monica Jusu Bah |

| N. |                          | Ruolo | Calciatrice           |
| -- | ------------------------ | ----- | --------------------- |
| 12 | Svezia (bandiera)        | C     | Stina Gunnebrink      |
| 13 | Finlandia (bandiera)     | C     | Anni Miettunen        |
| 14 | Finlandia (bandiera)     | A     | Katariina Kosola      |
| 15 | Svezia (bandiera)        | C     | Olivia Holm           |
| 16 | Svezia (bandiera)        | A     | Lisa Björk            |
| 17 | Finlandia (bandiera)     | C     | Vilma Koivisto        |
| 19 | Svezia (bandiera)        | C     | Elvira Fjällström     |
| 20 | Svezia (bandiera)        | C     | Villemo Dahlqvist     |
| 21 | Nuova Zelanda (bandiera) | P     | Erin Nayler           |
| 23 | Svezia (bandiera)        | C     | Emma Åberg Zingmark   |
| 24 | Finlandia (bandiera)     | A     | Henna-Riikka Honkanen |

### Rosa 2017
Rosa e numeri aggiornati al 7 aprile 2017
| N. |                   | Ruolo | Calciatrice               |
| -- | ----------------- | ----- | ------------------------- |
| 1  | Svezia (bandiera) | P     | Tove Enblom               |
| 2  | Svezia (bandiera) | D     | Sanna Kullberg            |
| 3  | Svezia (bandiera) | D     | Nikolina Lundin Lundström |
| 4  | Svezia (bandiera) | D     | Jasmin Nejati             |
| 5  | Svezia (bandiera) | D     | Sara Nordin               |
| 7  | Svezia (bandiera) | C     | Selina Henriksson         |
| 8  | Svezia (bandiera) | C     | Fanny Hjelm-Rönnlund      |
| 9  | Svezia (bandiera) | A     | Elin Bäckström            |
| 10 | Svezia (bandiera) | A     | Annina Wede               |
| 11 | Svezia (bandiera) | C     | Linnea Åberg              |
| 13 | Svezia (bandiera) | D     | Amanda Kröger             |

| N.  |                   | Ruolo | Calciatrice         |
| --- | ----------------- | ----- | ------------------- |
| 14  | Svezia (bandiera) | D     | Frida Jonsson       |
| 15  | Svezia (bandiera) | A     | Amanda Berglund     |
| 16  | Svezia (bandiera) | C     | Emma Kullberg       |
| 17  | Svezia (bandiera) | C     | Sabrina Henriksson  |
| 18  | Svezia (bandiera) | C     | Wilma Carlsson      |
| 19  | Svezia (bandiera) | C     | Madeleine Norberg   |
| 20  | Svezia (bandiera) | P     | Agnes Granberg      |
| 22  | Svezia (bandiera) | C     | Wilma Öhman         |
| 24  | Svezia (bandiera) | P     | Elin Ernerstedt     |
| 100 | Svezia (bandiera) | C     | Emma Åberg-Zingmark |